# بيريس
بيريس هو لاعب كرة قدم برتغالي في مركز الدفاع، ولد في 8 مارس 1931 في البرتغال. شارك مع منتخب البرتغال لكرة القدم. أما مع النوادي، فقد لعب مع نادي بيلينينسش.

## وصلات خارجية
- بيريس على موقع قاعدة بيانات كرة القدم.إي يو (الإنجليزية)
- بيريس على موقع عالم كرة القدم.نت (الإنجليزية)